# Evaniella calcarata
Evaniella calcarata är en stekelart som först beskrevs av August Schletterer 1889.  Evaniella calcarata ingår i släktet Evaniella och familjen hungersteklar. Inga underarter finns listade i Catalogue of Life.